# Ahmed Ben Bella
Mohamed Ahmed Ben Bella (em árabe: احمد بن بل; Maghnia, 25 de dezembro de 1916 - Argel, 11 de abril de 2012) foi um político argelino. Foi o primeiro presidente da Argélia e principal líder da guerra da Argélia pela independência em relação à França. Teve uma breve passagem como futebolista no Olympique de Marseille entre os anos 1939 e 1940 e também pelo IRB Maghnia.

## Carreira política

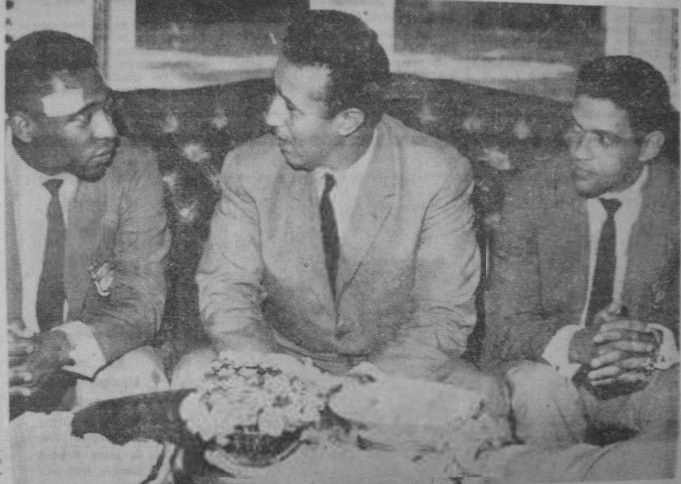
Fotografia do então presidente argelino Ahmed Ben Bella acompanhado dos jogadores brasileiros Pelé (à esquerda) e Garrincha (à direita).

O processo político decisivo para a independência do país teve início em 1954, embora Ben Bella e outros já se encontrassem empenhados nesse objetivo desde vários anos antes. Naquela data, Ben Bella e os líderes nacionalistas argelinos residentes no Egito encontraram-se secretamente na Suíça, onde criaram o movimento Frente de Libertação Nacional e decidiram realizar uma insurreição contra os colonos e militares franceses.
Em 1956, Ben Bella foi preso pelas autoridades militares francesas, depois de ter escapado com vida, nesse mesmo ano, a dois atentados, um no Cairo e outro em Trípoli. Foi posto em liberdade em 1962, ano da independência. Em 1963, o país encontrava-se numa situação grave e Ben Bella foi eleito, sem oposição, para a presidência da Argélia, com uma imensa maioria. Restabeleceu a ordem no território, operou um conjunto de nacionalizações e implementou uma reforma agrária, encaminhando o país para uma economia socialista. Ben Bella foi o primeiro chefe de Governo e o primeiro presidente eleito (1963-1965) da República da Argélia.

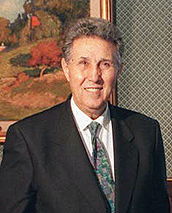
Ahmed Ben Bella em 1997

Em política externa, Ahmed Ben Bella colocou à disposição do CNA campos de treinamento e deu apoio financeiro aos militantes antiapartheid.
Em 1965, foi deposto, na sequência de um golpe de Estado. Passou dez anos no exílio e regressou ao seu país em 1990. Ben Bella conseguiu o apoio de seis partidos políticos e, um ano depois, convocou eleições. Mesmo com a realização de comícios, o seu partido não conseguiu triunfar perdendo as eleições de 1991 para a Frente de Salvação Islâmica.
Ahmed Ben Bella morreu em 11 de abril de 2012.